# Mark Beevers
Mark Geoffrey Beevers (Barnsley, Inglaterra, 21 de noviembre de 1989) es un futbolista inglés. Juega de defensa y su equipo es el Bradford (Park Avenue) A. F. C. de la Northern Premier League. 

## Selección nacional
Ha sido internacional con la selección de fútbol sub-19 de Inglaterra.

## Clubes
| Club                              | País       | Año       |
| --------------------------------- | ---------- | --------- |
| Sheffield Wednesday F. C.         | Inglaterra | 2007-2012 |
| Milton Keynes Dons F. C. (cedido) | Inglaterra | 2011      |
| Millwall F. C. (cedido)           | Inglaterra | 2012      |
| Millwall F. C.                    | Inglaterra | 2013-2016 |
| Bolton Wanderers F. C.            | Inglaterra | 2016-2019 |
| Peterborough United F. C.         | Inglaterra | 2019-2022 |
| Perth Glory F. C.                 | Australia  | 2022-2024 |
| Bradford (Park Avenue) A. F. C.   | Inglaterra | 2024-     |